# 原口健飞
原口健飞（1998年4月9日—）出生于日本兵库县，是第6代RISE轻量级王者，小学时便开始学习空手道。職業戰績為22勝2負1平。

## 比赛记录
2018年9月30日四回合和K-1王者大雅战平。
2022年6月19日THE MATCH大賽上於第二回合KO K-1前超輕量王者山崎秀晃
1. ↑  . K-1 JAPAN GROUP.   [2022-07-28]. （原始内容存档于2022-04-22）.